# Santiago Lanzuela
Santiago Lanzuela Marina (Cella, 27 de septiembre de 1948-Madrid, 16 de abril de 2020) fue un político español, presidente de la Diputación General de Aragón entre 1995 y 1999 (IV legislatura).

## Biografía
Santiago Lanzuela residió en la localidad turolense de Cella, donde comenzó su formación académica en la escuela pública, trasladándose a Zaragoza para ingresar en el internado del colegio de El Salvador de los Jesuitas, donde cursó Bachillerato.
Con posterioridad marchó a Valencia para licenciarse en Ciencias Económicas y Empresariales y hacerse funcionario del Estado (adscrito al Consejo de Administración del Patrimonio Nacional). Amplió estudios en la Universidad de Harvard (Estados Unidos). Fue profesor adjunto de 1971 a 1973 en la Facultad de Ciencias Económicas de la Universidad de Valencia.
En 1989 es nombrado Consejero de Economía del Gobierno de Aragón. Desde agosto de 1991 a septiembre de 1993 fue el Consejero de Economía y Hacienda en el Gobierno de Emilio Eiroa.
Entre 1974 y 1976 fue jefe de la Misión española de cooperación técnica en Nicaragua. Entre 1976 y 1981 estuvo destinado en la Subsecretaría del Ministerio de Trabajo como Asesor de Cooperación Internacional y posteriormente fue nombrado Director de Programas de Cooperación Técnica Internacional. Llevó a cabo misiones de cooperación para el desarrollo en más de 20 países de América y África.
En 1982 fue jefe del Gabinete de la Vicepresidencia del Instituto de Cooperación Iberoamericana y, posteriormente, asesor del presidente de dicho instituto. En 1987 se le nombró jefe del Servicio de Inspección del Patrimonio Nacional.
Fue fundador del Instituto Aragonés de Fomento (en junio de 1990), del que fue su primer presidente. También fue creador y presidente del Centro Europeo de Empresas e Innovación de Aragón. Fue impulsor y primer presidente de la Fundación Santa María de Albarracín. Hijo adoptivo de Albarracín (Teruel), está en posesión de la Orden del Mérito Civil (Encomienda de número, 2009), de la Orden de Rubén Darío de Nicaragua (Encomienda, 1974) y de la Cruz de Caballero de la Orden del Mérito Civil (1980).

### Presidente de la Diputación General de Aragón (1995-1999)

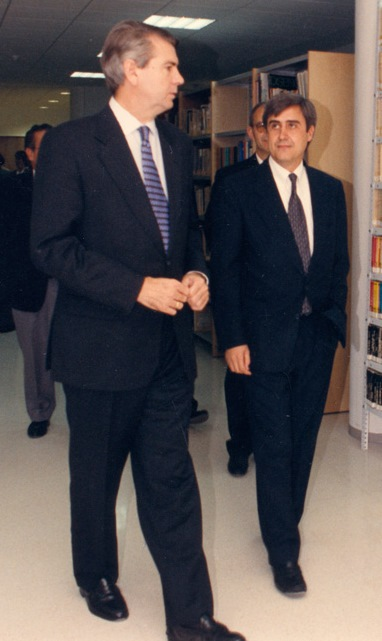
Lanzuela (izquierda) junto al rector de la Universidad de Zaragoza, Juan José Badiola, en Teruel (septiembre de 1996).

Tras las elecciones autonómicas del 28 de mayo de 1995, el Partido Popular pasó a ser el principal grupo parlamentario de la Comunidad al lograr el 37,5 % de los votos y 27 de los 67 escaños. El PP y el PAR suscribieron por tercera legislatura consecutiva un pacto que permitió a Lanzuela convertirse en el sexto presidente de la Diputación General de Aragón (DGA) en periodo democrático.
El gobierno de Lanzuela realizó numerosas gestiones que desembocaron en importantes infraestructuras como la nueva estación de ferrocarriles de Delicias (Zaragoza), la apertura de la autovía entre Zaragoza y Huesca, el inicio de las obras de conexión por autovía de Teruel a Zaragoza y de Teruel a Valencia y la ampliación del aeropuerto de Zaragoza tras recibir 70 hectáreas del Ministerio de Defensa. En cuanto a la provincia de Teruel propuso y consiguió el Fondo Especial de Inversiones, así como un ambicioso Plan de la Minería.
El 13 de junio de 1999 ganó nuevamente las elecciones, aunque no fue elegido presidente porque sus anteriores socios regionalistas del PAR hicieron coalición con el Partido Socialista.

### Trayectoria posterior
Fue designado senador por la comunidad autónoma de Aragón en septiembre de 1999, etapa en la que fue presidente de la Comisión de Economía y Hacienda del Senado. En el año 2000 fue elegido Diputado al Congreso por Teruel y reelegido diputado en 2004, 2008 y 2011.
En febrero de 2001, le sustituyó en la presidencia del Partido Popular de Aragón, Manuel Giménez Abad al que convenció de entrar en la política, afiliarlo al PP y ser consejero de Presidencia del primer gobierno aragonés de coalición PAR-PP, pero el 6 de mayo de ese mismo año, fue asesinado por la banda terrorista ETA en Zaragoza. Meses después se supo que el comando Zaragoza de ETA —que tenía como principal objetivo, al entonces alcalde de Zaragoza, José Atarés— realizó seguimientos a Lanzuela. Estos hechos y el asesinato de Giménez Abad marcaron su vida, ya que desde entonces no volvió a residir en Aragón.
En octubre de 2012, el diputado del PP fue elegido nuevo presidente de la Comisión de Economía en el Congreso en sustitución de Elvira Rodríguez, quien había sido designada presidenta de la CNMV.
El 28 de julio de 2014 presenta su renuncia al acta de diputado y es nombrado el 29 de julio de ese mismo año consejero dominical de Red Eléctrica de España, en representación de la Sociedad Estatal de Participaciones Industriales (SEPI), cubriendo así la vacante en el órgano rector de la compañía tras la dimisión de José Ángel Partearroyo Martín.
Falleció por complicaciones del coronavirus el 16 de abril de 2020 en un hospital de Madrid, ciudad donde había residido en las dos últimas décadas de su vida.
Estuvo casado y tuvo dos hijos.